# MF Jan Heweliusz
MF Jan Heweliusz – prom kolejowo-samochodowy typu ro-ro należący do polskiego armatora Euroafrica, który zatonął na Morzu Bałtyckim 14 stycznia 1993.

## Historia i rejsy

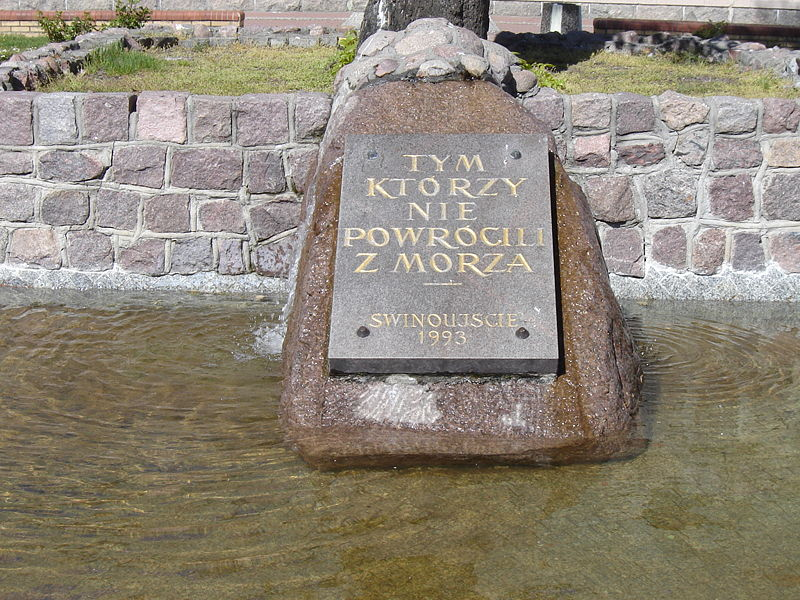
Pomnik wystawiony "Tym, którzy nie powrócili z Morza" w Świnoujściu w 1993 roku

Prom został zbudowany w 1977 w stoczni Trosvik (Brevik, Norwegia) dla Polskich Linii Oceanicznych; nosił imię gdańskiego astronoma Jana Heweliusza.
Wraz z bliźniaczą jednostką MF Mikołaj Kopernik pracował na linii Świnoujście – Ystad przewożąc samochody ciężarowe i towarowe wagony kolejowe.
We wrześniu 1986 na pokładzie jednostki wybuchł groźny pożar (nikt nie ucierpiał). Armator po zdarzeniu wykonał remont w stoczni w Hamburgu. W jego trakcie pofałdowany wskutek działania temperatury pożaru pokład wyrównano 60-tonową betonową wylewką. Powiększyło to istniejące od początku eksploatacji statku – ze względu na wadliwie zaprojektowaną i zbudowaną nadbudówkę oraz system balastowy – problemy ze statecznością.

### Zatonięcie
Prom wyszedł ze Świnoujścia przed północą 13 stycznia 1993 roku i podczas silnego sztormu zatonął, przewracając się przez burtę, 14 stycznia 1993 o godz. 5:12 na wschód od wybrzeży Rugii. Zginęło 20 osób załogi i 35 pasażerów – kierowców ciężarówek, uratowało się 9 członków załogi. Wrak znajduje się na pozycji 54°36′58″N 014°13′16″E/54,616065 14,220982, leży na lewej burcie i jest oznaczony czarno-czerwono-czarną pławą świetlną „JH”.

### Dane eksploatacyjne statku
- długość ładowna: 4 tory razem 400 metrów oraz 790 m pasów kołowych
- ładowność: 36 wagonów towarowych, 18 ciężarówek i 30 przyczep
- przewozy: nie oferowano przewozów pasażerskich (za pasażerów uznawano kierowców i pasażerów przewożonych TIR-ów)
- prędkość podróżna: 14 węzłów